# Stadion Alte Au
Stadion Alte Au – wielofunkcyjny stadion w Stockerau, w Austrii. Obiekt może pomieścić 5000 widzów. Swoje spotkania rozgrywają na nim piłkarze klubu SV Stockerau. 20 lipca 1991 roku na stadionie rozegrano mecz o piłkarski Superpuchar Austrii (SV Stockerau – Austria Wiedeń 0:3).